# Тихвинская, Евгения Ивановна
Евгения Ивановна Тихвинская (5 мая, 1901 год, Вязьма, Смоленская губерния — 30 октября, 1976 год, Казань) — советский геолог, доктор геолого- минералогических наук, крупнейший специалист по пермским отложениям. Заслуженный деятель науки Татарской АССР (1954). Почётный нефтяник СССР. Кавалер орденов Трудового Красного Знамени, Знак Почета.

## Биография
Евгения Ивановна Тихвинская родилась 5 мая 1901 года в городе Вязьма Смоленской губернии в семье Ивана Тихвинского и Любови Кочуровой третьим ребёнком. Иван Тихвинский окончил Киевскую духовную академию, преподавал древние языки, русский язык и литературу, психологию. Любовь Кочурова окончила Бестужевские курсы в Санкт-Петербурге, преподавала русский язык, литературу, историю. В 1902—1915 годах семья Тихвинских жила в городе Риге. В начале Первой мировой войны все учебные заведения из Риги были эвакуированы во внутренние регионы страны.
В 1915—1918 годах Евгения училась в женской гимназии в Нижнем Новгороде. В 1918 году она окончила женскую гимназию, сдала экзамены за курс мужской гимназии (получила золотую медаль). Время было неспокойное, родители не решились отправить Евгению учиться в Петроград или Москву.
В 1918 году Евгения Тихвинская поступила на физико-математический факультет Казанского университета. Город к этому времени покинула значительная часть студентов, университет лишился большинства преподавателей (уехали с отступавшими частями белой армии). Из профессоров-геологов остался один Михаил Эдуардович Ноинский. В 1921 году Поволжье поразил неурожай и, как следствие этого, голод, но, несмотря на огромные трудности, Евгения Тихвинская упорно шла к своей цели. В 1924 году она окончила физико-математический факультет Казанского университета по специальности «инженер-геолог». В 1924—1929 годах Тихвинская училась в аспирантуре на кафедре геологии Казанского университета (научный руководитель- профессор Ноинский М. Э.).
С лета 1923 года Е. И. Тихвинская начала самостоятельные исследования отложений пермской системы в центральной и восточной части Татарской АССР, на севере Башкирской АССР, на юге Пермской и Кировской области.
Она занималась детальным картированием, изучением тектонических структур, исследованием меденосных отложений. Вскоре была назначена начальником геолого-съемочной партии, затем группы таких партий.
В 1929 году Евгения Тихвинская успешно защитила аспирантский отчёт и была оставлена на кафедре геологии Казанского университета. В 1934 году после кончины М. Э. Ноинского Е. И. Тихвинская была назначена заведующей кафедрой геологии (геологии СССР) Казанского университета. В 1938 году ей была присвоена учёная степень кандидата геолого-минералогических наук.
В 1943 году Е.Тихвинская защитила диссертацию на соискание учёной степени доктора геолого-минералогических наук на тему «Стратификация пермских красноцветных отложений востока Русской платформы». В 1944 году ей было присвоено звание профессора. Е.Тихвинская- первая женщина-профессор Казанского университета.

В 1949—1953 годах Евгения Ивановна являлась деканом геологического факультета Казанского государственного университета. По её инициативе на факультете были открыты новые специальности и кафедры (кафедры геологии нефти и газа, геофизических методов разведки). Количество студентов на факультете увеличилось в эти годы в десять раз.

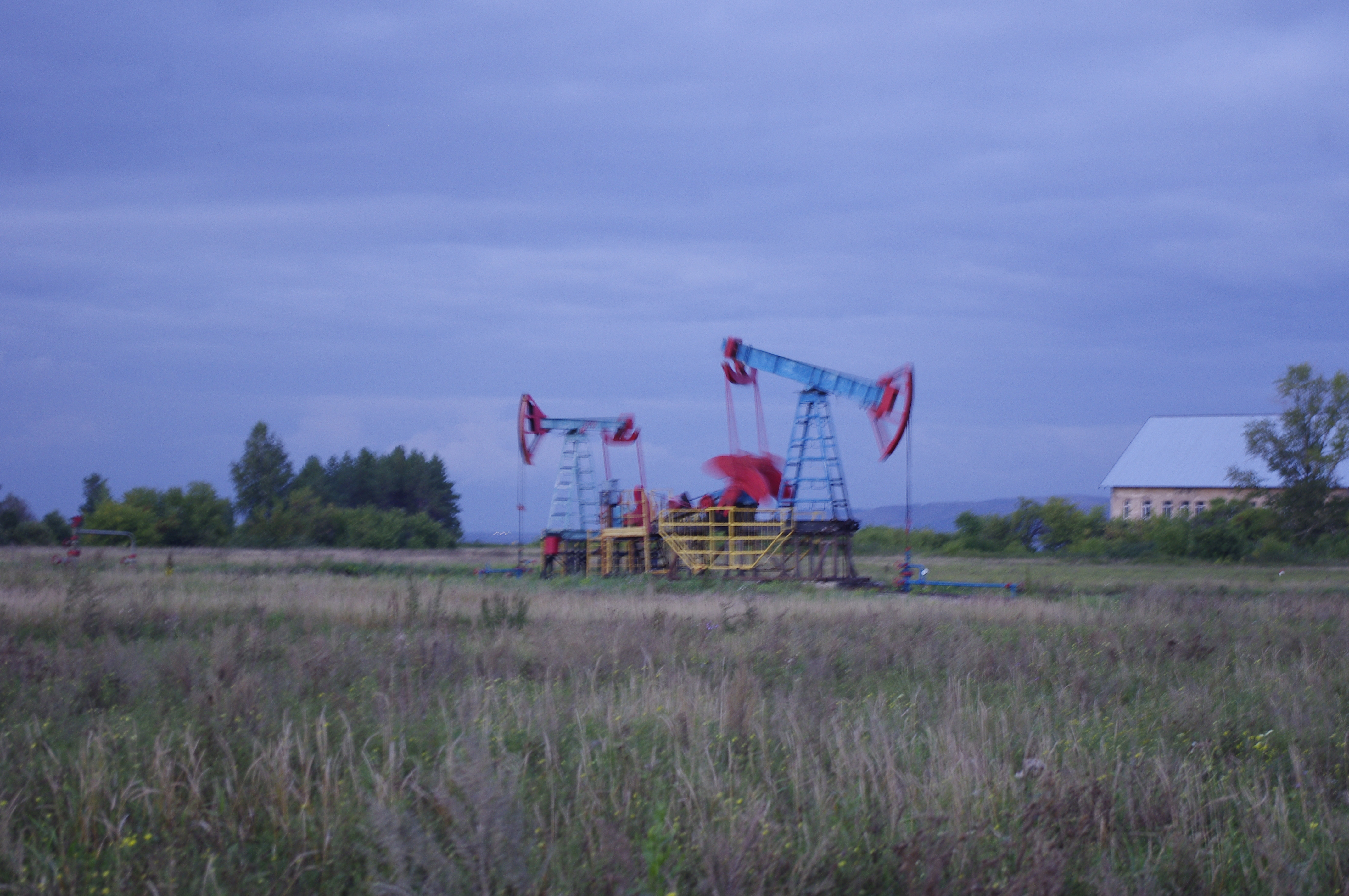
Добыча нефти в Татарстане

Основы историко-геологического метода были заложены её учителем — М. Э. Ноинским, Евгения Тихвинская продолжила его дело.

Развивая его идеи, Е. И. Тихвинская впервые применила для расчленения красноцветных отложений пермской системы стратиграфический метод в сочетании с принципом цикличности осадконакопления и анализом изменения солёности бассейна. В последующие годы этот подход получил широкое распространение при исследованиях красноцветных толщ различного возраста и в других регионах.
 (В. В. Силантьев)
Евгения Ивановна впервые в полном объёме стала читать курсы геологии Советского Союза, геологии четвертичных отложений. С открытием на геологическом факультете нефтяной специальности профессор Тихвинская освоила курс «Основы геологии нефти и газа».
Под руководством Е. И. Тихвинской были подготовлены к защите 47 кандидатских диссертаций. Она консультировала в ходе научных исследований или была научным руководителем будущих профессоров Казанского университета и заведующих кафедрами Б. В. Селивановского, С. Г. Каштанова, В. И. Троепольского, В. И. Игнатьева, А. К. Гусева, И. С. Муравьёва, В. Г. Халымбаджи, Б. В. Бурова и др.
В 1946—1958 годах Е. И. Тихвинская была депутатом Верховного Совета Татарской АССР, в разные годы являлась членом пленума ЦК профсоюза работников высшей школы и научных учреждений, членом геологической секции научно-технического совета Министерства высшего и среднего специального образования.
Заслуженный деятель науки Татарской АССР (1954). Почётный нефтяник СССР, Она была награждена орденами Трудового Красного Знамени, «Знак Почёта» и медалями.
Евгения Ивановна Тихвинская опубликовала более 75 работ, в том числе 5 монографий.

## Научная и производственная деятельность
Учёный-геолог Е. И. Тихвинская быстро реагировала на новые факты, на наиболее актуальные проблемы науки и практики. Можно выделить два ведущих направления её исследований:
1) стратиграфия и условия формирования пермских отложений;
2) связь региональной тектоники с нефтеносностью.
Евгения Ивановна Тихвинская впервые применила для расчленения красноцветных отложений пермской системы стратиграфический метод в сочетании с принципом цикличности осадконакопления и анализом изменения солёности бассейна. Позже этот подход получил широкое распространение при исследованиях красноцветных толщ различного возраста и в других регионах.
Тихвинская — производственник формировала многочисленные геологические отрядов, партии и экспедиции и руководила их деятельностью. Она принимала активное участие в деятельности геологических подразделений, проделавших огромную работу по составлению геологических и структурных карт обширных территорий востока европейской части России.
Е. И. Тихвинская внесла крупный вклад в обоснование перспектив нефтеносности территории Татарстана и Башкортостана, в открытие промышленных месторождений нефти. Ещё до Великой Отечественной войны особо перспективными она считала глубокие каменноугольные и девонские горизонты юго-востока Татарской АССР.
Е.Тихвинская была консультантом строительства Куйбышевского гидроузла. В годы Великой Отечественной войны ей было поручено руководство работами по составлению карт на конкретные виды минерального сырья и оказанию консультаций промышленным предприятиям.

## Публикации Е. И. Тихвинской
В «Учёных записках Казанского университета» (1934—1957 гг.):
- Геологическая карта Урала. 102 планшет. Масштаб 1:200000 // Учён. зап. Казан. ун-та. Сер. Геология, вып. 3. — 1934. — Т. 94, кн. 1. — С. 68-92.
- Тектоника ТАССР // Учён. зап. Казан. ун-та. — 1935. — Т. 95, кн. 5. — С. 4-5.
- Казанский ярус Стерлитамакского и Уфимского кантонов БАССР // Учён. зап. Казан. ун-та. — 1935. — Т. 96, кн. 3. — С. 29-41. (в соавт. с Е. Н. Ларионовой)
- Основы тектоники Татарской республики // Учён. зап. Казан. ун-та. — 1936. — Т. 96, кн. 4-5. — С. 205—227.
- Геология и полезные ископаемые Приказанского района // Учён. зап. Казан. ун-та. Сер. Геология, вып. 13. — 1939. — Т. 99, кн. 3. — 238 с.
- Уфимская свита европейской части СССР // Учён. зап. Казан. ун-та. — 1941. -Т. 101, кн. 1. — С. 213—220.
- Стратиграфия пермских красноцветных отложений востока Русской платформы: в 2 ч. // Учён. зап. Казан. ун-та. Сер. Геология. — Ч. 1: вып. 16. — 1946. — Т. 106, кн. 4, — 354 с.; Ч. 2. — 1952. — Т. 112, кн. 2. — С. 3-136.
- Основы геологической истории ТАССР // Учён. зап. Казан. ун-та. — 1951. — Т. 111, кн. 7. — С. 123—128.
- О древнем размыве в долинной зоне Волги в районе г. Казани // Учён. зап. Казан. ун-та. Сер. Геология. — 1954. — Т. 114, кн. 3. — С. 165—170.
- Геологическая история и палеогеография нижнеказанского времени для территории Татарской республики // Учён. зап. Казан. ун-та. — 1954. — Т. 114, кн. 8. -С. 139—166.
- Основы стратиграфии и фациального сложения пермских отложений ТАССР // Учён. зап. Казан. ун-та. — 1955. — Т. 115, кн. 10. — С. 113—117. (в соавт. с В. И. Кру-пиным, М. Н. Соколовым, В. М. Винокуровым)
- Проблемы стратиграфии пермской системы. К вопросу об объёме и характеристике границ нижнеказанского подъяруса в пределах ТАССР // Учён. зап. Казан. ун-та. −1955. — Т. 115, кн. 16. — С. 37-58.
- Научная деятельность профессора В. А. Чердынцева // Учён. зап. Казан. ун-та. −1955. — Т. 115, кн. 16. — С. 273—282.
- К истории миграции девонской нефти в недрах Татарской АССР // Учён. зап. Казан. ун-та. — 1956. — Т. 116, кн. 5. — С. 185—189.
- Районирование севера и запада ТАССР по перспективам нефтеносности терриген-ного девона // Учён. зап. Казан. ун-та. — 1957. — Т. 117, кн. 9. — С. 304—307. (в соавт. с В. И. Троепольским)
- Перспективы нефтеносности севера и запада Татарской АССР по каменноугольным отложениям // Учён. зап. Казан. ун-та. — 1957. — Т. 117, кн. 9. — С. 308—311. (в соавт. с В. И. Крупиным и В. И. Троепольским)

## Почётные звания
- Заслуженный деятель науки Татарской АССР (1954)
- Почетный нефтяник СССР

## Награды
- Орден Трудового Красного Знамени,
- Орден Знак Почёта
- медали

## Память
- В честь Тихвинской назвали парарептилию — Проколофон Tichvinskia vjatkensis, (Вятский палеонтологический музей) https://vk.com/wall-2447686_2622 Вятский палеонтологический музей